# Dipseudopsis modesta
Dipseudopsis modesta is een schietmot uit de familie Dipseudopsidae. De soort komt voor in het Afrotropisch en Oriëntaals gebied.